# Zofia Stankiewicz
Zofia Stankiewicz (ur. 14 września 1862 w Rizni w guberni kijowskiej, zm. 4 października 1955 w Warszawie) – ukraińska malarka, graficzka reprezentująca nurt symbolizmu; działaczka społeczna, feministka.

## Życiorys
Urodziła się w rodzinie Jana (zm. 1862) i Wiktorii z Kalińskich (zm. 1929). Ukończyła studia chemiczne w Charkowie. Następnie zdobywała wiedzę w Klasie Rysunku u Wojciecha Gersona w Warszawie, gdzie poznała Marię Hazych, Anielę Wisłocką, Klementynę Krassowską i Annę Bilińską-Bohdanowiczową.

W 1882 rozpoczęła naukę w paryskiej Académie Julian, gdzie wkrótce za jej namową dołączyła do Académie jej przyjaciółka Anna Bilińska-Bohdanowiczowa. Niedługo później wróciła do Warszawy, gdzie dalej kształciła się w pracowniach Miłosza Kotarbińskiego, Konrada Krzyżanowskiego i Kazimierza Stabrowskiego.

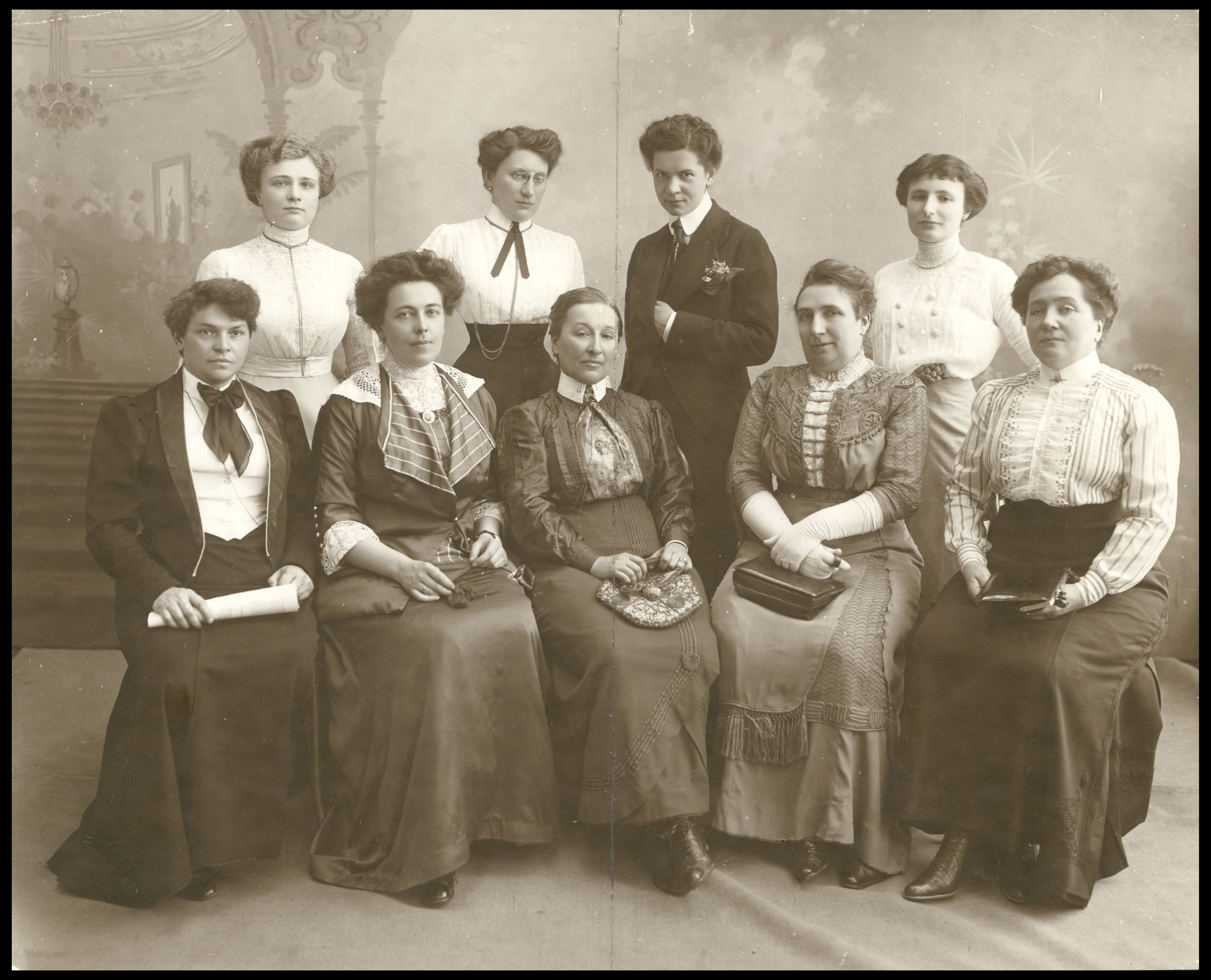
Komitet warszawski wystawy pracy kobiety polskiej w Pradze, 1912. Stoją od lewej: Eugenia Waśniewska, Wanda Stokowska, Wanda Herse, Zofia Tabęcka. Siedzą od lewej: Justyna Budzińska-Tylicka, Helena Zaborowska, Zofia Stankiewicz, Paulina Dickstein, Maria Papieska.

Współpracowała z „Tygodnikiem Ilustrowanym”, „Bluszczem”, „Wędrowcem” i „Kłosami”, ilustrowanym pismem wydawanym w Warszawie.
Pracowała głównie w Warszawie. W pierwszych latach głównie malowała pejzaże i martwą naturę. W 1900 roku zaprezentowała studium drzew wykonane węglem, za które otrzymała nagrodę.
Od 1904 roku poświęciła się wyłącznie grafice. W 1911 zdobyła III nagrodę za akwatintę Mój dom rodzinny na 1. Konkursie Graficznym im. H. Grohmana w Zakopanem.
Wraz z Ignacym Łopieńskim i Franciszkiem Siedleckim w 1912 założyła Towarzystwo Przyjaciół Sztuk Graficznych. 

Przed I wojną światową działała w PPS i ruchu feministycznym. W 1907 r. znalazła się w gronie założycielek Polskiego Stowarzyszenia Równouprawnienia Kobiet. Była więziona przez władze rosyjskie. 

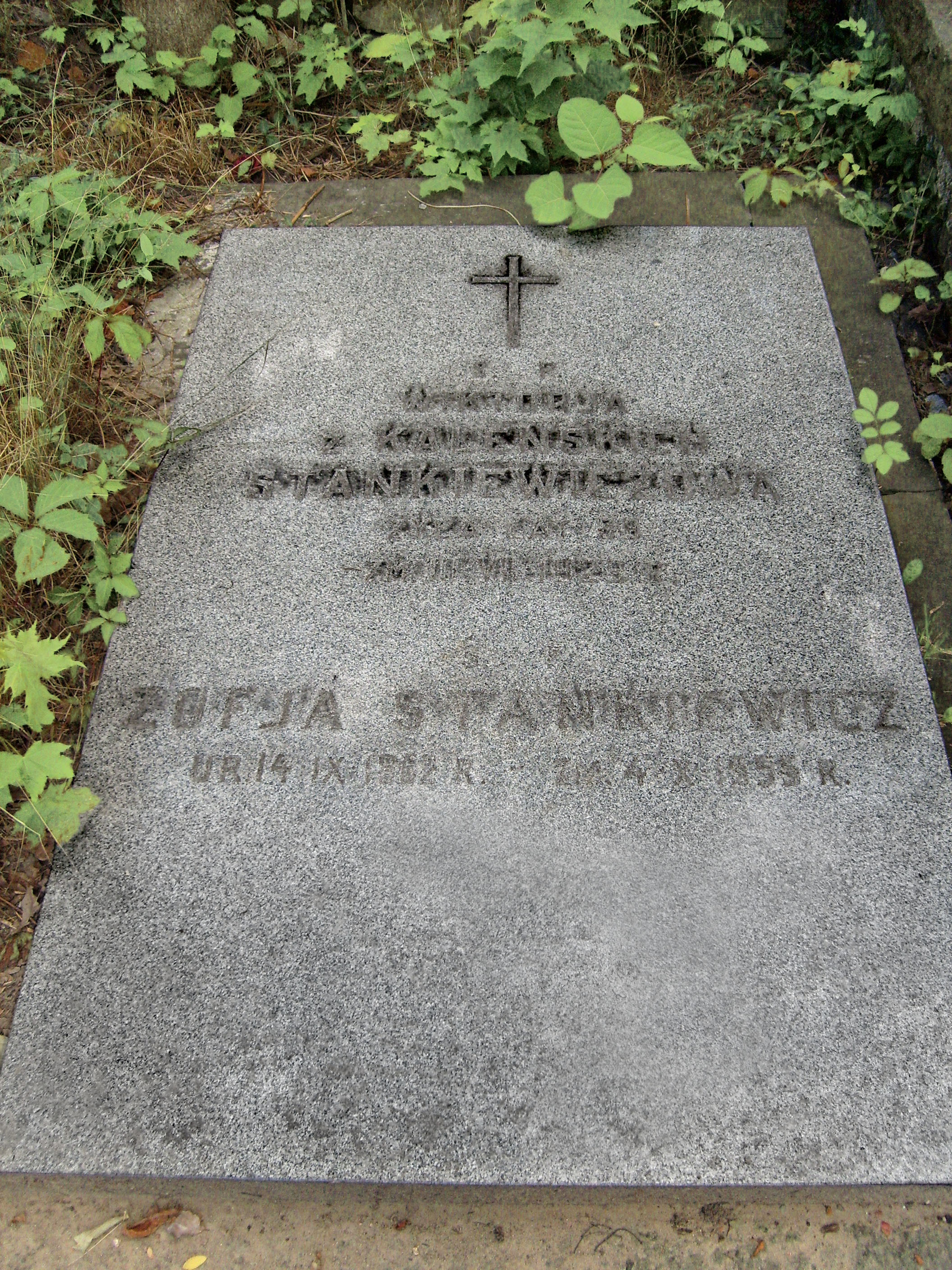
Grób Zofii Stankiewicz na Powązkach w Warszawie, 31 lipca 2008

Stankiewicz uprawiała techniki artystyczne: litografię i linoryt, ale przede wszystkim akwatintę i akwafortę. W jej twórczości dominowała tematyka architektoniczna; wiele prac przedstawia widoki z dawnej Warszawy (m.in. teka Warszawa, 1922).
W kwietniu 1925 r. jej prace znalazły się na wystawie w warszawskim Salonie Sztuki Czesława Garlińskiego. Zaprezentowała widoki z Wilna i Warszawy oraz sześć akwafort z teki Kraków. W latach 30. w jej twórczości pojawiła się tematyka nadmorska (motyw Półwyspu Helskiego).
W 1933 artystka została laureatką Nagrody Miasta Stołecznego Warszawy.
Zmarła 4 października 1955 i została pochowana na cmentarzu Powązkowskim (kwatera 101-6-14).

## Ordery i odznaczenia
- Krzyż Oficerski Orderu Odrodzenia Polski (dwukrotnie: 27 listopada 1929[9], 16 lipca 1954[10])